# Remo Viola
Remo Viola (Roma, 1910 – Africa Settentrionale Italiana, dicembre 1941) è stato un militare italiano insignito della medaglia d'oro al valor militare alla memoria nel corso della seconda guerra mondiale.

## Biografia
Nacque a Roma nel 1910, figlio di Gaetano e Cristina Greco. Arruolatosi volontario nel Regio Esercito come allievo sottufficiale nel maggio 1929, cinque anni fu ammesso a frequentare la Regia Accademia Militare di Ranteria e Cavalleria di Modena uscendone nell'ottobre 1936 con il grado di sottotenente in servizio permanente effettivo nell'arma di fanteria. Frequentata la Scuola di applicazione d'arma, fu assegnato al 73º Reggimento fanteria dove conseguì nel 1938 la promozione a tenente. Nel marzo 1940 fu ammesso a domanda al corso allievi istruttori paracadutisti nella Scuola di Tarquinia e nel giugno successivo, con il brevetto di paracadutista, ottenne anche la nomina ad istruttore nella Scuola stessa. Nel giugno 1941 partì volontario per l'Africa Settentrionale Italiana e, assegnato al 27º Reggimento fanteria della 17ª Divisione fanteria "Pavia", assumeva il comando di una compagnia del II Battaglione, allora impegnato sul fronte di Tobruch, e poi ad Ain el Gazala. Cadde in combattimento nel mese di dicembre del 1941, e fu successivamente insignito della medaglia d'oro al valor militare alla memoria.